# Colobothea sublunulata
Colobothea sublunulata là một loài bọ cánh cứng trong họ Cerambycidae.